# 2004年耀文電子抗爭事件
耀文電子抗爭事件是2004年9月14日至10月29日間在台灣發生的一起嚴重勞資爭議，持續計46天，起因為耀文電子公司在重整期間的欠薪及勞動條件問題。雙方最後協議以勞工退休金支付九成資遣費，公司再支付每位員工兩個月的平均工資。耀文公司在抗爭期間曾聘請近百名自稱「資產管理公司」的黑衣人圍事，並一度強行翻越工廠鐵門，與工會會員發生衝突，引發了相當大的爭議。

## 事件背景
耀文電子公司是台灣的一間印刷電路板公司，在台共有位於台北縣的三峽廠及位於桃園縣平鎮工業區的新、舊二廠。該公司曾於2003年發生跳票事件，旋即向法院提出重整申請及緊急保全處分，並於2004年1月經士林地方法院裁定重整。在聲請重整之後，發生了減薪、欠薪、強迫無薪休假及強迫購買公司庫藏股等情事。自2004年6月起，公司更制定了廠內走路時速八公里、關閉洗手間及走廊電燈、非懷孕七個月以上不准搭乘電梯、進廠前先檢查鞋底是否清潔、外籍勞工休假前先繞廠跑三圈等管理措施；違反上述規定或不願意無薪休假的員工，還要被處以罰款。勞動條件的惡化導致離職潮，員工數由2002年的2,000多人降至抗爭前的1,000人，其中包含400名外籍勞工。
耀文電子產業工會成立於2004年3月，成員約有460餘名。
由於公司宣佈八月份薪資遲發，工會遂於9月14日召開臨時會員大會，要求公司全面恢復原有勞動條件，否則資遣；由於工會會員無法接受總經理的回答態度，拒絕散會；工會顧問兼有給職國策顧問曾茂興勸會員給公司十天的時間考慮，但未獲接受。自此開始了為期46天的抗爭。

## 抗爭經過
在抗爭第三天的9月16日，勞資雙方在廠內由官方見證達成協議，資方同意於次日提出員工年資、平均薪資等資料提供核對，準備從中央信託局勞工退休準備金中計算留用人員的退休金金額，其餘則作為資遣費支付。勞退準備金原本僅供支付員工退休金之用，這套變通方法稱作「超額提領」。
但資方並未履行協議，在9月22日的調解會上仍未提出相關資料。工會在曾茂興的帶領下進駐工廠，但會員覺得抗爭效果打了折扣，遂重回廠外搭建的布棚。由於勞方不接受資方於10月5日的調解會上提出的資料，工會在10月6日北上勞委會抗議，期間曾數度夜宿勞委會，並於10月14日至士林地方法院控告耀文公司。
10月21上午，一群自稱「資產管理公司」的黑衣人翻越鐵門進入工廠，要求出貨，並與工會會員發生衝突。由於警方要求登記這些人的資料，資產管理公司人員才開始散去。當天中天電視台的新聞報導中一度以「黑道」稱之，遭到該公司的強烈抗議，中天新聞方更改用詞。
在抗爭期間，勞資雙方曾進行五次協議，發生了四度跳票。由於桃園縣政府開始進行關廠歇業認定，工會赴法務部、證期局陳情的掏空案也已交付桃園地檢署辦理，資方終於在10月底同意下述事項：
- 以勞退金支付九成資遣費
- 支付每人15,000元
- 支付每人兩個月平均工資
- 工會可派員駐守工廠警衛室，以免資產管理公司人員再度介入。

雖與工會的訴求有所落差，然出於家計等諸多考量，多數會員仍表示接受。工會於10月29日下午拆除平鎮廠區外的布棚，歷時46天的抗爭至此告終。

## 其它團體的介入
桃園縣產業總工會籌備處全程參與抗爭，勞動黨桃竹苗勞工服務中心總幹事高偉凱自抗爭第三天起常駐現場，負責教唱、勞教等工作。透過這兩個組織的媒介，中華電信工會、台灣鐵路工會、勞動人權協會等等單位也提供了相關協助。
抗爭期間，耀文工會也曾在10月19日聲援全國產業總工會及中華電信工會在立法院前的「暫緩公營事業私有化」行動，並於10月24日至高雄參與由民主行動聯盟發起，桃竹苗勞工服務中心協力的「反6108億軍購大遊行」。

## 體制問題
根據桃竹苗勞工服務中心的分析（見參考文獻），耀文案反映出下述六點問題：
1. 公司涉嫌掏空，員工受害，政府平日不加緊查察防範，事後又不願代位求償。
2. 依法提撥勞工退休準備金的事業單位已經很少；須動用時又有諸多限制，使得公司能以一兩位高階主管未蓋章作為拖延藉口。
3. 重整期對公司多所保護，債權人權益有受損之虞，員工的權益更乏保障；重整對於違法資方形同保護傘。形式上，重整人是由法院委派，重整期公司由法院代管；實際上，法院所派的重整人及其所任用的總經理等主管常與原公司所有人關係匪淺。
4. 表面上，員工的薪資、福利金有優先受清償之權，實際上一個公司若落到耀文電子的景況，扣掉應繳給政府的稅金、罰款或費用，又排在銀行的抵押權之後，留給員工的部份少之又少。
5. 上述問題碰到「重整」更是無解，員工的權益一旦被歸入「重整債權」，須待重整結束或失敗後才能追討。
6. 政府平時疏於監督防範，即使對上市上櫃公司亦然；而事業單位的員工少有敢組工會監督者，臨事發時方組工會，已經顯晚。